# بيترو دي ناردو
بيترو دي ناردو هو لاعب كرة قدم سويسري في مركز الوسط، ولد في 8 فبراير 1990 في بيال/بيان في سويسرا. لعب مع نادي نوشاتل زاماكس.

## وصلات خارجية
- بيترو دي ناردو على موقع قاعدة بيانات كرة القدم.إي يو (الإنجليزية)
- بيترو دي ناردو على موقع Soccerway.com (الإنجليزية)